# Љубљана–дел (стара општина Шишка)
Љубљана-дел (словен. Ljubljana–del) је некадашње насељено место у саставу градске општине Љубљана, Средњесловенска регија, Словенија.

## Историја
До територијалне реорганизације у Словенији било је у саставу града Љубљане, одн стара општина Шишка. 1994. године насеље је укинуто и спојено са још четири насеља под називом Љубљана-дел у јединствено насеље Љубљана.

## Становништво
| Број становника према пописима | Број становника према пописима |
| ------------------------------ | ------------------------------ |
| 1991                           |                                |
| 64.006                         |                                |

Напомена: Године 1994. пет насеља под именом Љубљана-дел уједињено је у једно насеље Љубљана.